# Ignaz von Olfers
Ignaz Franz Werner Maria von Olfers (Münster, 30 agosto 1793 – Berlino, 23 aprile 1871) è stato un naturalista, storico e diplomatico tedesco.
Nel 1816 si trasferì in Brasile come diplomatico. Nel 1838 venne eletto direttore del Museo Imperiale di Berlino.
Olfers descrisse un gran numero di nuove specie di mammiferi nel Journal von Brasilien (1818) di Wilhelm Ludwig von Eschwege.